# 大赉店镇
大赉店镇，是中华人民共和国河南省鹤壁市淇滨区下辖的一个乡镇级行政单位。

## 行政区划
大赉店镇下辖以下地区：
董庄村、曹庄村、孟庄村、七里铺村、斜里村、小李庄村、李福营村、姬屯村、田辛庄村、河头村、东臣投村、侯庄村、高庙村、西许洼村、葫芦套村、东许洼村、焦庄村、岳庄村、翟村和东七里铺村。